# Maison Bauwens
Pour les articles homonymes, voir Bauwens.
La Maison Bauwens est un immeuble résidentiel privé (anciennement, une maison de commerce) sis dans la rue du Chat volant, à Verviers (Belgique). Construit au début du XXe siècle il est considéré comme l'édifice le plus représentatif de l'Art nouveau à Verviers. Il est classé au patrimoine immobilier de la Région wallonne.

## Historique
Construite en 1909 par l'architecte François Mouraux pour le marchand de matériaux Nicolas Colo, la maison est achetée en 1920 par Joseph Bauwens, marchand de carrelages et autres revêtements (comme figuré sur la plaque placée à gauche de l'entrée). Ce dernier laissera son nom à la maison.
Depuis les années 1970, la Maison Bauwens est laissée à l'abandon et évite de peu la démolition. Après de longues années de négociations, l'immeuble est sauvé et réhabilité à l'initiative de l'Institut du Patrimoine wallon et de la Ville de Verviers. 
En septembre 2012, la restauration de la Maison Bauwens est terminée et la façade peut de nouveau être admirée par les Verviétois et les amateurs d'art nouveau.

## Situation
L'immeuble est situé au n° 3 de la rue du Chat Volant dans un quartier en pleine réhabilitation dans le centre de Verviers en contrebas de la N 61 (rue de Stembert). Derrière la maison, se trouve désormais l'Espace Bauwens constitué de terrains de sport et d'une plaine de jeux.

## Description
Contrairement au style floral dont Victor Horta est un des plus dignes représentants, la Maison Bauwens a été réalisée dans un style Art nouveau plus géométrique et proche du style de la Sécession viennoise.
La façade de la Maison Bauwens est divisée en trois travées. La travée centrale comprend la porte d'entrée et trois baies figurant la cage d'escalier. Aux étages, ces baies sont décalées par rapport aux niveaux des baies des travées latérales.
La façade n'est pas tout à fait symétrique. La travée droite est un peu plus large que la travée gauche.   
La façade est rythmée par la diversité des formes et des matériaux. Le soubassement est construit en pierre brute de marbre rouge à crinoïdes de Baelen et en petit granit. De nombreux motifs végétaux en moulure ou sculptés dans la pierre bleue égaient les allèges des nombreuses fenêtres du bâtiment. Aux allèges des trois baies supérieures, des figures féminines (sur les travées latérales) et masculine (sur la travée centrale) apparaissent dans un décor de volutes florales. Des briques rouges sont placées en arc au-dessus des trois baies du dernier niveau ainsi qu'au-dessus de la porte d'entrée. Toutefois, chaque clé de voûte est constituée d'une pierre bleue sculptée. La façade est ponctuée de petits carreaux de couleur bleue que l'on retrouve sur la corniche et la ferronnerie
La porte d'entrée en chêne et à double battant est peinte en couleur faux bois et vernie. Elle est décorée d'une belle ferronnerie et surmontée d'un linteau en pierre bleue rainuré supportant des pieds-droits évasés et servant de base à un demi disque solaire rayonnant.
Les baies sont ornées de vitraux colorés et de petits bois alliant courbures et lignes droites.
Une annexe construite vers 1930 dans un style Art déco a été abattue vers 2000. Sur le pignon gauche, on peut lire un panneau expliquant la nature de la rénovation et voir un fragment d'une ancienne publicité datant de l'origine du bâtiment.

## Articles connexes

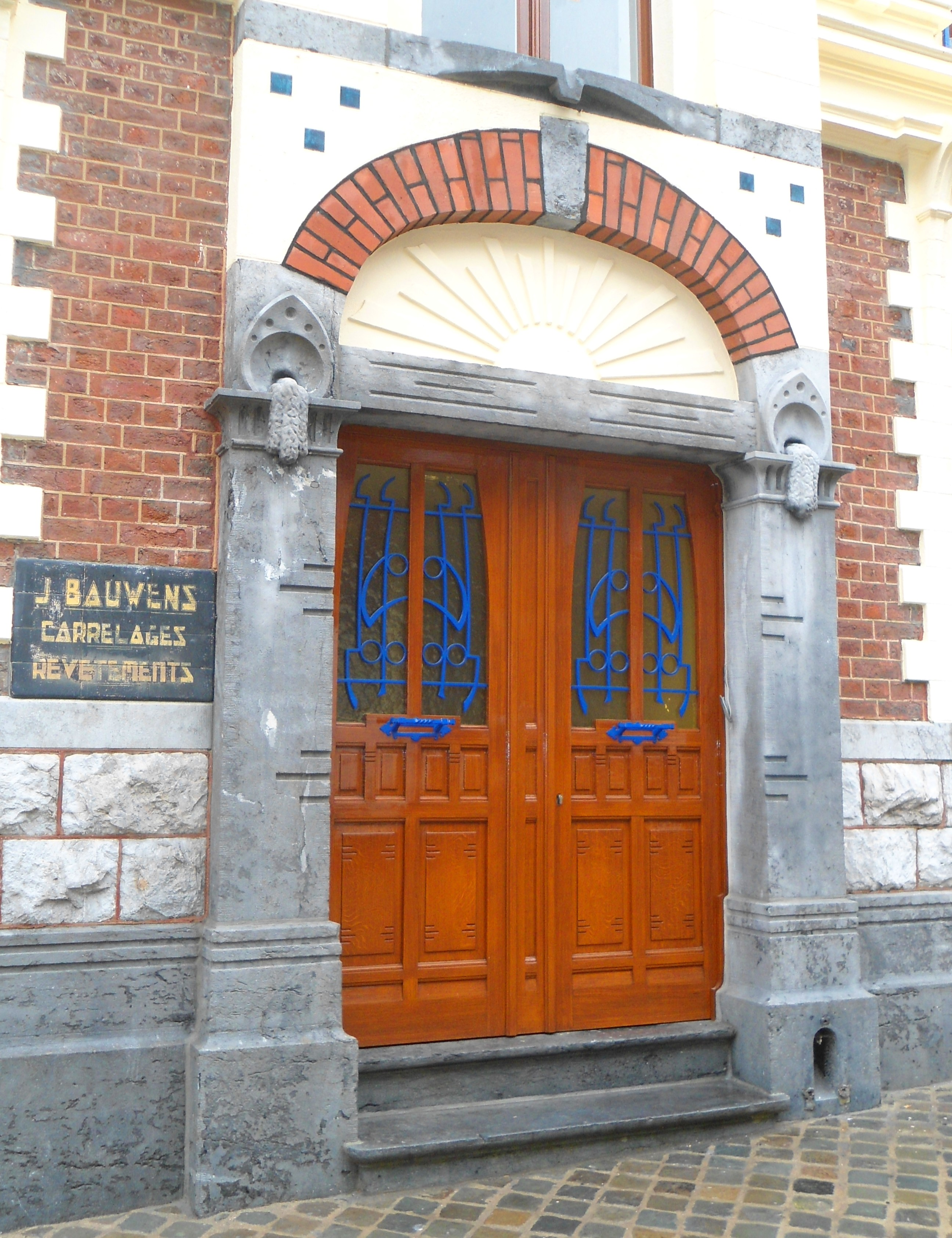
Maison Bauwens : porte d'entrée
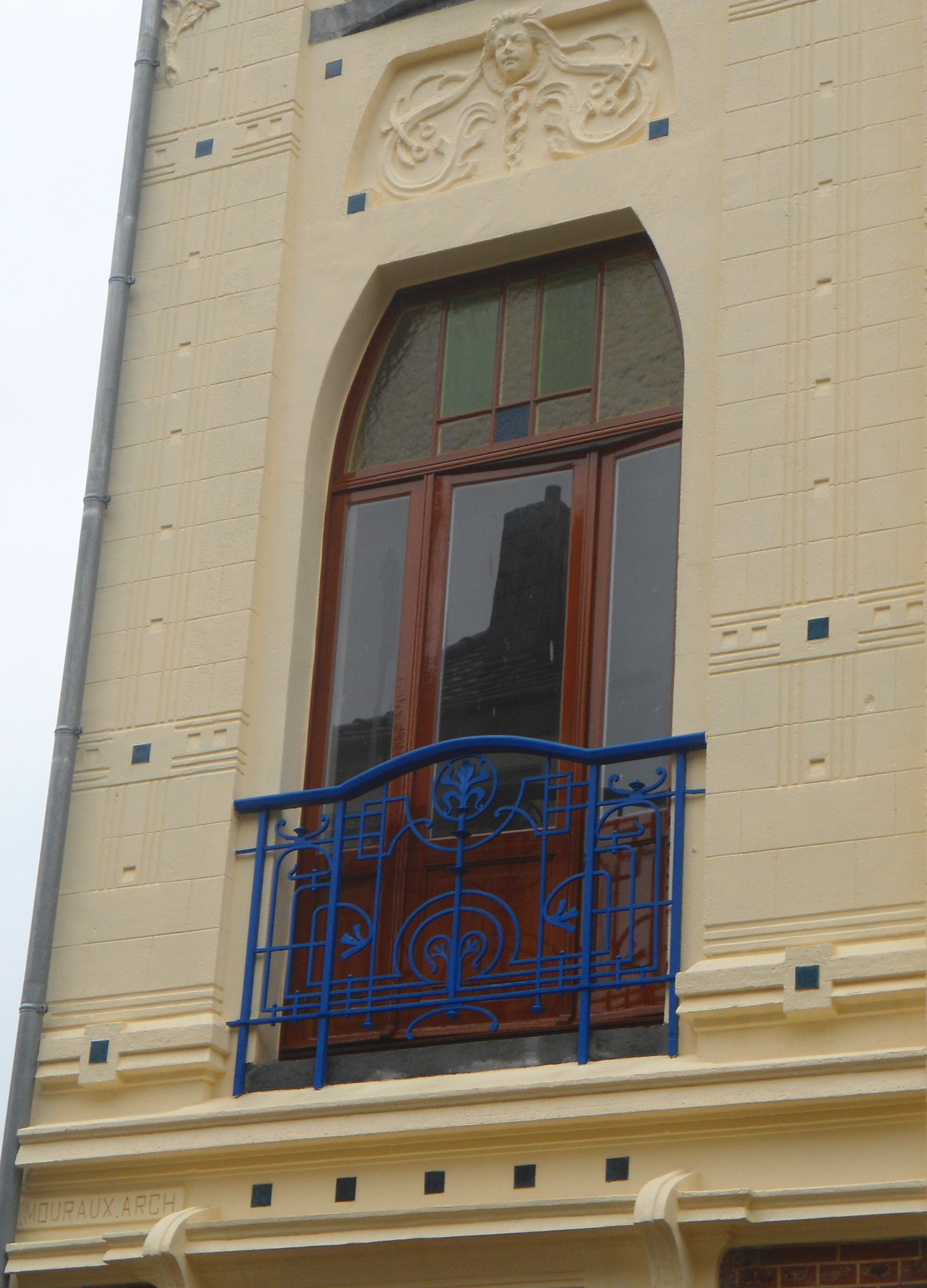
Maison Bauwens : baie du 1er étage
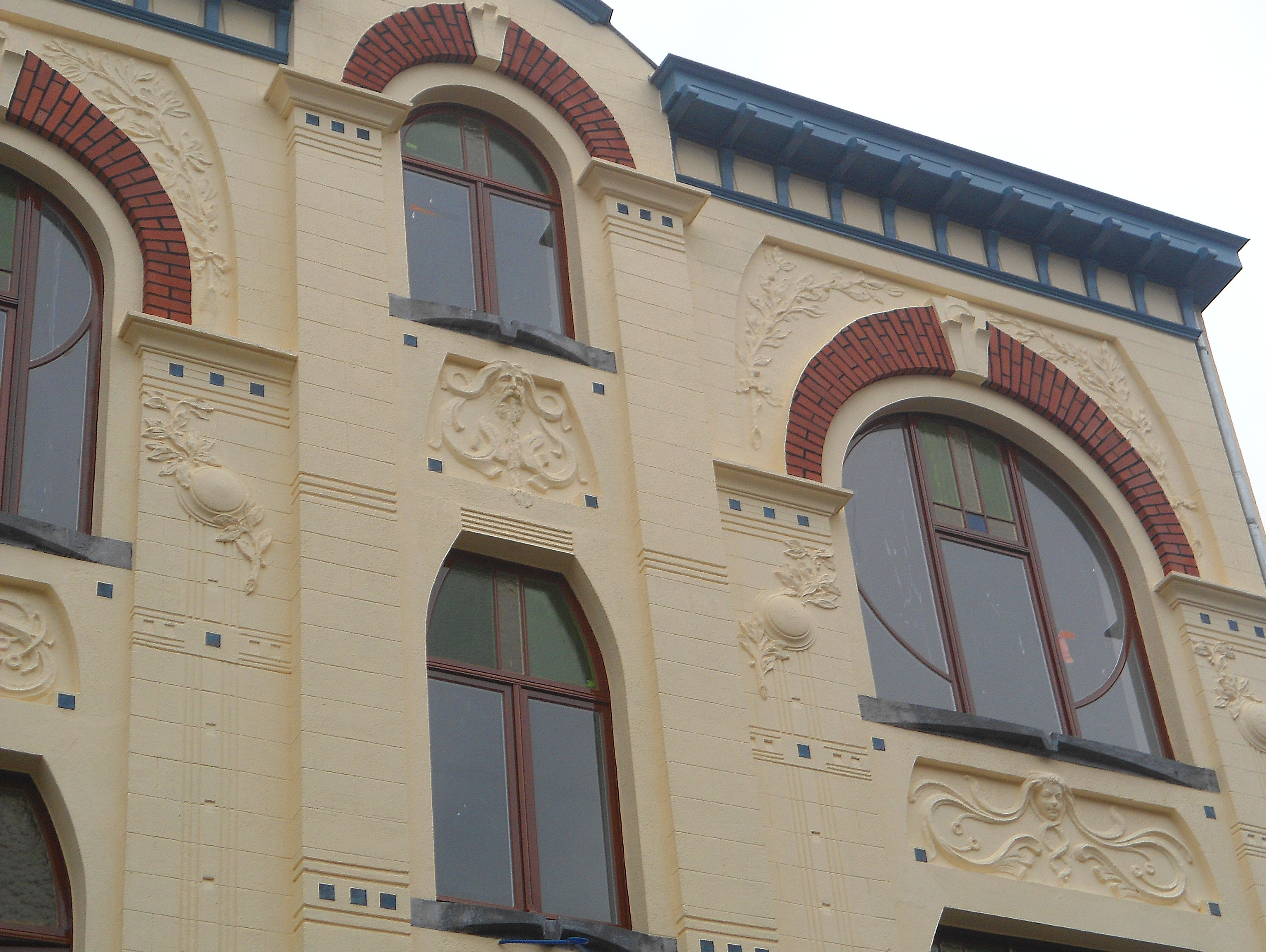
Maison Bauwens : étages supérieurs